# 博尼费 (佛罗里达州)
博尼费（英語：Bonifay），是美国佛罗里达州霍爾姆斯縣下属的一座城市。建立于1886年。面积约为9.4平方公里（约合3.6平方英里）。根据2010年美国人口普查，该市有人口2,793人。论人口在本州排行第256。